# Parti gyémántmadár
A parti gyémántmadár (Pardalotus punctatus) a madarak osztályának verébalakúak (Passeriformes) rendjébe és az ausztrálposzáta-félék (Pardalotidae) családjába tartozó faj.

## Előfordulása
Ausztrália keleti és déli területén honos.

## Alfajai
- Pardolotus punctatus punctatus
- Pardolotus punctatus militaris
- Pardolotus punctatus xanthopygus

## Megjelenése
Csőre igen rövid és magas; a felső káva vége majdnem olyan horgas, mint valami ragadozó madáré. Szárnya hosszú, de a farka annál rövidebb, alig hosszabb a szárny felénél s csapottvégű. Fejét és szárnyát majdnem mindig fehér pettyek díszítik. Igen tarka kis madár. Feje teteje, szárnya és farka fekete; minden tollnak a végén kerek fehér petty van. A szeme felett húzódó sáv fehér; pofája és nyaka oldala szürke; háttollainak töve szürke, közepetája barna, a vége feketén szegélyezett. A felső farkfedők cinóberpirosak, torka, melle és alsó farkfedői fehérek, hasa és oldalai fakószínűek. Szeme sötétbarna, csőre barnásfekete, lába barna. A tojó színezete kevésbé élénk, egyébként hasonlít a hímhez.
|  |  |

## Szaporodása
A parti gyémántmadár életmódjának legföltűnőbb sajátsága fészkének elhelyezése és elkészítése. Míg rokonai faodvakban fészkelnek, addig ez a faj szakadékok meredek oldalába, sőt néha lapos helyen a földbe is lyukat váj, amelynek bősége csak akkora, hogy éppen beférhet rajta. A 60–90 cm hosszú alagút végét kiszélesíti; itt van a tulajdonképpeni fészek, mégpedig rendesen magasabban, mint a bejárólyuk, úgyhogy az esővíz elől biztonságban van. Magát a fészket nagyon ügyesen, csinosan rakja, majdnem kizárólag az eukaliptusz fák kérgének belső háncsából s ugyanennek az anyagnak finomabb szálaival béleli ki. A fészek teljesen gömb alakú, körülbelül 8 cm átmérőjű; a bejárólyuk oldalt van rajta. Bámulatos, hogy tud ez a madár abban a teljesen sötét odúban ilyen csinos fészket építeni. Az összes madarak, melyek hasonló helyeken költenek, éppen csak valami alomformát raknak tojásaik alá.

## Külső hivatkozások
- Képek az interneten a fajról
- Internet Bird Collection - videók a fajról[halott link]